# ヴェラ・ブレジネーヴァ
ビラ・ガルシュカ (ウクライナ語: Віра Вікторівна Галушка; ロシア語: Вера Викторовна Галушка) 、芸名 ヴェラ・ブレジネーヴァ (ロシア語: Вера Брежнева) (1982年2月3日生まれ)は、ウクライナのポップシンガー、テレビ司会者、女優。

## 伝記

### 家族
ベラは1982年2月3日に生まれました ドニプロツェリンスク ウクライナ・ソビエト社会主義共和国 ソビエト連邦. 彼女の両親は音楽やエンターテインメントのビジネスには関与していませんでした。 彼女の父、ヴィクターは化学工場で働いていました。 医学部を卒業したベラの母親であるタマラは、ベラの父親と同じ工場で働いていた。 ヴェラには3人の姉妹がいます: 1人は年上（Halyna）、2人は年下（NastyaとVika、双生児）。 彼女はキエフに近い町ボリスピルで両親のためにアパートを購入した。 ベラの娘（ソニア）の父親は、ベラが数年間結婚していたVitaliy Voychenkoです。 彼女はドニプロペトロフスク国立鉄道輸送大学の経済学部から通信によって学位を取得しました。

### フィルム
ヴェラは、ロシア語の映画に数多く出演しています。 彼女は2009年に映画「ラブインザビッグシティ」でカティアを演じ、2010年と2013年にその2つの続編を果たしました。2016年には、8つのベストデイトで演奏しました。 彼女はまた、クリスマスツリー1とクリスマスツリー2で自分自身として主要な役割を果たし、ジャングルに出演しました。 彼女の映画作品のほとんどは、ロマンチックコメディーです。

## ディスコグラフィー

### シングル
| 年   | 題名                                                           | リストに載せる | リストに載せる |
| 年   | 題名                                                           | ウクライナ     | ロシア         |
| ---- | -------------------------------------------------------------- | -------------- | -------------- |
| 2008 | Ya ne igrayu                                                   | —              | 6              |
| 2008 | Nirvana                                                        | —              | 80             |
| 2009 | Lyubov v bolshon gorode                                        | —              | 19             |
| 2010 | Lyubov spaset mir                                              | 1              | 1              |
| 2010 | Pronto (con Potap)                                             | —              | 31             |
| 2010 | Lepestkami slyoz (con Dan Balan)                               | 3              | 1              |
| 2011 | "Реальная жизнь (Real life)"                                   | 1              | 1              |
| 2012 | "Sexy Bambina"                                                 | 1              | —              |
| 2012 | "Бессонница (Insomnia)"                                        | 6              | 20             |
| 2012 | "Ищу тебя (I am looking for you)"                              | 7              | —              |
| 2012 | "Любовь на расстоянии (Love from a distance)" (feat. DJ Smash) | 48             | 14             |
| 2013 | "Хороший день (Nice day)"                                      | 2              | 11             |
| 2013 | "Дом (Home)"                                                   | —              | —              |
| 2014 | "Доброе утро (Good Morning)"                                   | 1              | 12             |
| 2014 | "Девочка моя (My baby)"                                        | —              | —              |

### アルバム
スタジオアルバム
- Lyubov spasyot mir (2010)
- VERVERA (2015)

### EP
- TBA (2020)